# 田口貴寛
田口 貴寛（たぐち たかひろ、1957年12月8日 - ）は、東京都北区出身の元サッカー選手、サッカー指導者。NPO法人田口フットボールアカデミー総監督。

## 来歴
選手時代は田口 孝広あるいは田口 恭裕の名で読売サッカークラブのディフェンダーとしてプレーし、日本サッカーリーグ(JSL1部)通算4シーズンで5試合出場無得点（0アシスト）の記録を残した。1984年にはリーグ優勝を経験。ただし、『日本サッカーリーグ全史』ではリーグ登録が1980年から1983年までで、かつ1983年のJSLに1試合出場し読売クラブが優勝しているので、齟齬の部分がある。
現役引退後は、指導者として読売サッカークラブジュニアユース監督などを歴任。2001年、JFA公認S級コーチライセンスを取得。2003年には、NPO法人田口フットボールアカデミーを設立した。
2011年10月、横浜FCのヘッドコーチに就任。2012年3月、成績不振による岸野靖之の監督解任に伴い、監督代行としてリーグ戦1試合(対戦相手は古巣でもある東京ヴェルディ)を指揮した なお同年限りで横浜FCのヘッドコーチを退任。
2014年より、FC岐阜のヘッドコーチに就任した。2016年7月、岐阜のヘッドコーチを退任。

## 所属クラブ
ユース経歴
- 本郷高等学校
- 大阪商業大学

アマ経歴
- 1980年-1983年 読売サッカークラブ

## 個人成績
| 国内大会個人成績 | 国内大会個人成績 | 国内大会個人成績 | 国内大会個人成績 | 国内大会個人成績 | 国内大会個人成績 | 国内大会個人成績 | 国内大会個人成績 | 国内大会個人成績 | 国内大会個人成績 | 国内大会個人成績 | 国内大会個人成績 |
| 年度             | クラブ           | 背番号           | リーグ           | リーグ戦         | リーグ戦         | リーグ杯         | リーグ杯         | オープン杯       | オープン杯       | 期間通算         | 期間通算         |
| 年度             | クラブ           | 背番号           | リーグ           | 出場             | 得点             | 出場             | 得点             | 出場             | 得点             | 出場             | 得点             |
| 日本             | 日本             | 日本             | 日本             | リーグ戦         | リーグ戦         | JSL杯            | JSL杯            | 天皇杯           | 天皇杯           | 期間通算         | 期間通算         |
| ---------------- | ---------------- | ---------------- | ---------------- | ---------------- | ---------------- | ---------------- | ---------------- | ---------------- | ---------------- | ---------------- | ---------------- |
| 1980             | 読売             | 18               | JSL1部           | 0                | 0                | 0                | 0                | 0                | 0                | 0                | 0                |
| 1981             | 読売             | 18               | JSL1部           | 3                | 0                | 1                | 0                | 0                | 0                | 4                | 0                |
| 1982             | 読売             | 18               | JSL1部           | 1                | 0                | 0                | 0                | 0                | 0                | 1                | 0                |
| 1983             | 読売             | 18               | JSL1部           | 1                | 0                | 0                | 0                | 0                | 0                | 1                | 0                |
| 通算             | 日本             | 日本             | JSL1部           | 5                | 0                | 1                | 0                | 0                | 0                | 6                | 0                |
| 総通算           | 総通算           | 総通算           | 総通算           | 5                | 0                | 1                | 0                | 0                | 0                | 6                | 0                |

## 指導歴
- 1985年 - 1988年 立正大学サッカー部 コーチ
- 1988年 - 1991年 埼玉県立大宮東高等学校サッカー部 コーチ
- 1991年 - 1998年 読売サッカークラブジュニアユース 監督
- 1997年 - 1998年 ヴェルディ川崎ユース 監督（サテライト コーチ兼任）
- 1998年 - 2001年9月 柏レイソル青梅 総監督
- 2000年 - 2001年 日本サッカー協会 公認インストラクター、東京都トレセン コーチ
- 2002年 - 2003年 帝京大学サッカー部 コーチ
- 2003年 - NPO法人田口フットボールアカデミー 代表
- 2003年 東京23サッカークラブ 監督
- 2003年 - 2007年 関東第一高等学校サッカー部 ヘッドコーチ
- 2011年10月 - 2012年 横浜FC
  - 2011年10月 - 2012年 ヘッドコーチ
  - 2012年3月 監督代行
- 2014年 - 2016年7月 FC岐阜 ヘッドコーチ

## 監督成績
| 年度 | 所属 | クラブ | リーグ戦 | リーグ戦 | リーグ戦 | リーグ戦 | リーグ戦 | リーグ戦 | カップ戦   | カップ戦 |
| 年度 | 所属 | クラブ | 順位     | 勝点     | 試合     | 勝       | 分       | 敗       | ナビスコ杯 | 天皇杯   |
| ---- | ---- | ------ | -------- | -------- | -------- | -------- | -------- | -------- | ---------- | -------- |
| 2012 | J2   | 横浜FC | 21位     | 1        | 1        | 0        | 1        | 0        | -          | -        |

- 2012年は監督代行として第4節を指揮。

## 関連情報

### 書籍
- 『「育てながら勝つ」サッカーコーチング』健康ジャーナル社、2006年。ISBN 978-4907838331。